# جون جي. باترسون
جون جي. باترسون هو شخصية أعمال وصحفي وسياسي أمريكي، ولد في 8 أغسطس 1830 في مقاطعة جونياتا في الولايات المتحدة، وتوفي في 28 سبتمبر 1912 في ميفلينتاون في الولايات المتحدة. نشط حزبياً في الحزب الجمهوري.

## مناصب
- انتخب عضو مجلس الشيوخ الأمريكي [الإنجليزية]‏ عن دائرة South Carolina Class 3 senate seat ‏ وقد انضم خلال فترته النيابية [الإنجليزية]‏ (4 مارس 1877 – 4 مارس 1879) للكتلة البرلمانية الحزب الجمهوري.
- انتخب عضو مجلس الشيوخ الأمريكي [الإنجليزية]‏ عن دائرة South Carolina Class 3 senate seat ‏ وقد انضم خلال فترته النيابية [الإنجليزية]‏ (4 مارس 1875 – 4 مارس 1877) للكتلة البرلمانية الحزب الجمهوري.
- انتخب عضو مجلس الشيوخ الأمريكي [الإنجليزية]‏ عن دائرة South Carolina Class 3 senate seat ‏ وقد انضم خلال فترته النيابية [الإنجليزية]‏ (4 مارس 1873 – 4 مارس 1875) للكتلة البرلمانية الحزب الجمهوري.
- انتخب عضو مجلس نواب بنسيلفانيا  [لغات أخرى]‏.
- انتخب عضو مجلس الشيوخ الأمريكي [الإنجليزية]‏.